# Ruguanismo

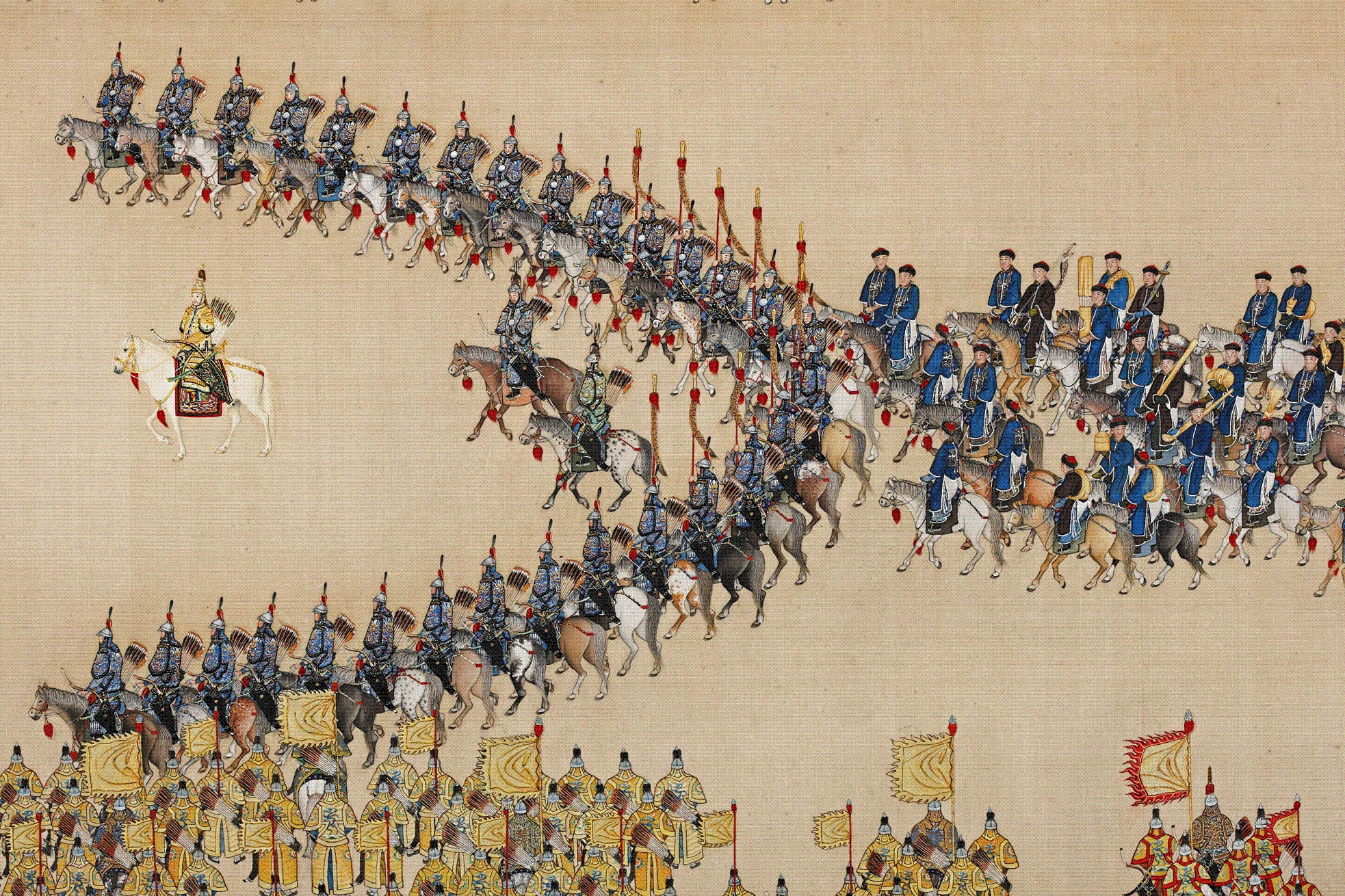
Ilustração do Imperador Qianlong e seu exército; os defensores do "Ruguanismo" acreditam que a China deve substituir os Estados Unidos da mesma forma que a Dinastia Qing substituiu a Dinastia Ming

Ruguanismo (chinês: 入关学, pinyin: rù guān xué), também conhecido como "teoria da entrada", é um termo usado na internet chinesa para se referir a uma tendência ideológica de características patrióticas que surgiu na internet chinesa. O termo "ruguanismo" deriva da palavra chinesa rù guān (chinês: 入关; literalmente "entrada"), e se refere ao processo de entrada dos manchus no território chinês então ocupado pela dinastia Ming (a última dinastia governada pelos Han). Seus defensores usam a história do domínio dos manchus no final da Dinastia Ming e início da Dinastia Qing como uma metáfora para as relações entre China e Estados Unidos no século 21, afirmando que a China precisa substituir os Estados Unidos do mesmo modo como o Império Manchu derrubou os Mings, estabeleceu o Império Qing, transformou a China em uma superpotência e reconstitui as regras internacionais. A maioria dos partidários do ruguanismo são conservadores no campo do discurso chinês e apoiadores do governo da China.

## Origem e propagação
A primeira pessoa a apresentar essa teoria foi um usuário de nome "Condado de Shangao" (chinês: 山高县) no site de perguntas e respostas chinês Zhihu. Em dezembro de 2019, “Condado de Shangao" escreveu uma resposta com mais de trezentas palavras para a pergunta "Que lições históricas a China aprendeu com a história da dinastia Mingue?". Uma parte da resposta foi a seguinte:

1. A entrada [no território ocupado pela Dinastia Mingue] foi a única forma dos jurchéns [antigo nome paras os manchus] se unirem, a única possibilidade para sobreviverem e a única maneira de se levantarem.

2. A sujeira não vai embora sem a vassoura. Não importa quão ruim fossem os Mingues, sem que houvesse pressão dos jurchéns eles não sairiam do controle por um longo tempo.

(...)
A resposta recebeu mais de quatro mil "curtidas" no Zhihu, e é considerada pelos internautas como a origem do ruguanismo. A teoria rapidamente ficou bastante popular em muitas mídias sociais e plataformas na China. Ao contrário de outros termos políticos, o termo "ruguanismo" não enfrentou a censura da internet chinesa e ganhou rápida propagação nas redes sociais. Em agosto de 2020, a postagem no Zhihu que deu início à discussão sobre o ruguanismo possuía aproximadamente vinte mil compartilhamentos no microblogue Sina Weibo, e o tópico sobre o ruguanismo foi lido por cerca de 180 milhões de pessoas. Atualmente, em sites de vídeo da China continental, são encontrados diversos vídeos sobre o ruguanismo, alguns deles com mais de um milhão de visualizações.
Alguns estudiosos acreditam que a censura da China continental ao acesso à informação, o crescente entusiasmo dos internautas em discutir política, o controle do governo chinês sobre o campo ideológico, o controle dos dissidentes, a desigualdade da sociedade chinesa e o desenvolvimento das mídias sociais contribuíram para que teorias nacionalistas radicais como o ruguanismo ganhassem popularidade.
Atualmente, as pesquisas por respostas relacionadas ao assunto não são mais visíveis no Zhihu.[carece de fontes?]